# Peoria Rivermen
Die Peoria Rivermen waren eine Eishockeymannschaft in der American Hockey League. Sie spielten in Peoria, Illinois,  USA in der Carver Arena. Sie waren das Farmteam der St. Louis Blues (NHL) und besaßen in den Evansville IceMen, die in der ECHL spielten, ein eigenes Farmteam.

## Geschichte
Nachdem bereits von 1984 bis 1996 in der International Hockey League und von 1996 bis 2005 in der ECHL Mannschaften unter dem Namen Peoria Rivermen agierten, wurde 2005 die AHL-Mannschaft der Worcester IceCats nach Peoria umgesiedelt. Als Nachfolger der Springfield Indians (gegründet 1926) und der IceCats sind die Rivermen somit die älteste noch bestehende Franchise in den Minorleagues. Nach den NHL-Mannschaften der Montréal Canadiens, der Toronto Maple Leafs und der Boston Bruins sind sie sogar die viertälteste Eishockey-Franchise in Nordamerika.
Im ersten Jahr ihrer AHL-Zugehörigkeit erreichten sie zwar klar die Play-offs, schieden dort aber bereits in der ersten Runde aus.

## Saisonstatistik
| Saison  | GP | W  | L  | OTL | SOL | GF  | GA  | PTS | Platzierung | Play-offs                                      |
| 2005/06 | 80 | 46 | 26 | 3   | 5   | 253 | 226 | 100 | 3., West    | 1. Runde, Niederlage gegen Houston Aeros (0:4) |
| 2006/07 | 80 | 37 | 33 | 2   | 8   | 221 | 242 | 84  | 5., West    | nicht qualifiziert                             |
| 2007/08 | 80 | 38 | 33 | 4   | 5   | 247 | 242 | 85  | 7., West    | nicht qualifiziert                             |
| 2008/09 | 80 | 43 | 31 | 2   | 4   | 215 | 211 | 92  | 2., West    | 1. Runde, Niederlage gegen Houston Aeros (3:4) |
| 2009/10 | 80 | 38 | 33 | 2   | 7   | 233 | 248 | 85  | 5., West    | nicht qualifiziert                             |
| 2010/11 | 80 | 42 | 30 | 3   | 5   | 223 | 218 | 92  | 3., West    | 1. Runde, Niederlage gegen Houston Aeros (0:4) |
| 2011/12 | 76 | 39 | 33 | 2   | 2   | 217 | 207 | 82  | 4., Midwest | nicht qualifiziert                             |
| 2012/13 | 76 | 33 | 35 | 5   | 3   | 183 | 218 | 74  | 5., Midwest | nicht qualifiziert                             |

Legende: GP = gespielte Spiele, W = gewonnene Spiele, L = verlorene Spiele, T = unentschiedene Spiele, OL = nach Verlängerung verlorene Spiele, SOL = nach Penalty-Schießen verlorene Spiele, GF = geschossene Tore, GA = kassierte Tore, PTS = Punkte

## Vereins-Rekorde
|                           | Name                  | Anzahl                       |
| Meiste Spiele             | Chris Porter          | 284 (in fünf Spielzeiten)    |
| Meiste Tore               | Trent Whitfield       | 94                           |
| Meiste Vorlagen           | T. J. Hensick         | 145                          |
| Meiste Punkte             | Trent Whitfield       | 233 (94 Tore + 139 Vorlagen) |
| Meiste Strafminuten       | Ryan Reaves           | 489                          |
| Meiste Siege als Torhüter | Ben Bishop            | 81                           |
| Meiste Shutouts           | Jake Allen Ben Bishop | 9                            |